# Klaffer am Hochficht
Klaffer am Hochficht är en ort och kommun i Österrike. Den ligger i distriktet Rohrbach i förbundslandet Oberösterreich, 190 kilometer väster om huvudstaden Wien. Kommunen gränsar i nordöst mot Tjeckien.
Kommunen består av sju orter (Ortschaften) (inom parentes invånarantal 1 januari 2024):

- Freundorf (319)
- Holzschlag (0)
- Klaffer am Hochficht (445)
- Panidorf (155)
- Pfaffetschlag (188)
- Schönberg (138)
- Vorderanger (113)